# Tirreno-Adriatico 2022
Cursa Tirreno-Adriatico 2022 a fost cea de a 57-a ediție a Cursei Tirreno-Adriatico care s-a desfășurat în perioada 7-13 martie 2022 și a fost a cincea probă în Circuitul mondial UCI 2022.

## Echipe participante
Întrucât Tirreno-Adriatico este un eveniment din cadrul Circuitului mondial UCI 2022, toate cele 18 echipe UCI au fost invitate automat și obligate să aibă o echipă în cursă. Șase echipe profesioniste continentale au primit wildcard.

### Echipe UCI World
| - AG2R Citroën Team - Astana Qazaqstan Team - Bora–Hansgrohe - Cofidis - EF Education–EasyPost - Groupama–FDJ - Ineos Grenadiers - Intermarché–Wanty–Gobert Matériaux - Israel–Premier Tech | - Lotto Soudal - Movistar Team - Quick-Step Alpha Vinyl Team - Team Bahrain Victorious - Team BikeExchange - Team DSM - Team Jumbo–Visma - Trek-Segafredo - UAE Team Emirates |  |

### Echipe continentale profesioniste UCI
| - Alpecin-Fenix - Arkéa-Samsic - Bardiani–CSF–Faizanè | - Drone Hopper–Androni Giocattoli - Eolo-Kometa - Total Direct Énergie |  |

## Etapele programate
| Etapa | Dată   | Start – Sosire                                      | type                  | Distanță (km) | Elevation (m) | Câștigător     | Liderul global |
| ----- | ------ | --------------------------------------------------- | --------------------- | ------------- | ------------- | -------------- | -------------- |
| 1     | 7 mar  | Lido di Camaiore – Lido di Camaiore                 | contratimp individual | 13,9          | 4 m           | Filippo Ganna  | Filippo Ganna  |
| 2     | 8 mar  | Camaiore – Sovicille                                | etapă valonată        | 219           | 2.144 m       | Tim Merlier    | Filippo Ganna  |
| 3     | 9 mar  | Murlo – Terni                                       | etapă de plat         | 170           | 2.063 m       | Caleb Ewan     | Filippo Ganna  |
| 4     | 10 mar | Cascata delle Marmore – Bellante                    | etapă intermediară    | 202           | 3.092 m       | Tadej Pogačar  | Tadej Pogačar  |
| 5     | 11 mar | Sefro – Fermo                                       | etapă de munte        | 155           | 2.402 m       | Warren Barguil | Tadej Pogačar  |
| 6     | 12 mar | Apecchio – Carpegna                                 | etapă de munte        | 213           | 3.817 m       | Tadej Pogačar  | Tadej Pogačar  |
| 7     | 13 mar | San Benedetto del Tronto – San Benedetto del Tronto | etapă de plat         | 159           | 1.296 m       | Phil Bauhaus   | Tadej Pogačar  |

## Etape

### Etapa 1
7 martie 2022 — Lido di Camaiore, 13,9 km (8,6 mi) (ITT)
| Loc | Concurent         | Echipă                      | Timp    |
| --- | ----------------- | --------------------------- | ------- |
| 1   | Filippo Ganna     | Ineos Grenadiers            | 15' 17" |
| 2   | Remco Evenepoel   | Quick-Step Alpha Vinyl Team | +11"    |
| 3   | Tadej Pogačar     | UAE Team Emirates           | +18"    |
| 4   | Kasper Asgreen    | Quick-Step Alpha Vinyl Team | +24"    |
| 5   | Alex Dowsett      | Israel–Premier Tech         | +25"    |
| 6   | Thymen Arensman   | Team DSM                    | +28"    |
| 7   | Tobias Ludvigsson | Groupama–FDJ                | +32"    |
| 8   | Jos van Emden     | Team Jumbo–Visma            | +33"    |
| 9   | Mikkel Bjerg      | UAE Team Emirates           | +39"    |
| 10  | Matteo Sobrero    | Team BikeExchange–Jayco     | +39"    |

| Loc | Concurent         | Echipă                      | Timp    |
| --- | ----------------- | --------------------------- | ------- |
| 1   | Filippo Ganna     | Ineos Grenadiers            | 15' 17" |
| 2   | Remco Evenepoel   | Quick-Step Alpha Vinyl Team | +11"    |
| 3   | Tadej Pogačar     | UAE Team Emirates           | +18"    |
| 4   | Kasper Asgreen    | Quick-Step Alpha Vinyl Team | +24"    |
| 5   | Alex Dowsett      | Israel–Premier Tech         | +25"    |
| 6   | Thymen Arensman   | Team DSM                    | +28"    |
| 7   | Tobias Ludvigsson | Groupama–FDJ                | +32"    |
| 8   | Jos van Emden     | Team Jumbo–Visma            | +33"    |
| 9   | Mikkel Bjerg      | UAE Team Emirates           | +39"    |
| 10  | Matteo Sobrero    | Team BikeExchange–Jayco     | +39"    |

### Etapa a 2-a
8 martie 2022 — Camaiore - Sovicille, 219 km (136 mi)
| Loc | Concurent        | Echipă                      | Timp       |
| --- | ---------------- | --------------------------- | ---------- |
| 1   | Tim Merlier      | Alpecin–Fenix               | 5h 25' 23" |
| 2   | Olav Kooij       | Team Jumbo–Visma            | +0"        |
| 3   | Kaden Groves     | Team BikeExchange–Jayco     | +0"        |
| 4   | Peter Sagan      | Team TotalEnergies          | +0"        |
| 5   | Simone Consonni  | Cofidis                     | +0"        |
| 6   | Phil Bauhaus     | Team Bahrain Victorious     | +0"        |
| 7   | Davide Ballerini | Quick-Step Alpha Vinyl Team | +0"        |
| 8   | Giacomo Nizzolo  | Israel–Premier Tech         | +0"        |
| 9   | Jacopo Guarnieri | Groupama–FDJ                | +39"       |
| 10  | Andrea Vendrame  | AG2R Citroën Team           | +0"        |

| Loc | Concurent         | Echipă                      | Timp       |
| --- | ----------------- | --------------------------- | ---------- |
| 1   | Filippo Ganna     | Ineos Grenadiers            | 5h 40' 40" |
| 2   | Remco Evenepoel   | Quick-Step Alpha Vinyl Team | +11"       |
| 3   | Tadej Pogačar     | UAE Team Emirates           | +17"       |
| 4   | Kasper Asgreen    | Quick-Step Alpha Vinyl Team | +24"       |
| 5   | Alex Dowsett      | Israel–Premier Tech         | +25"       |
| 6   | Thymen Arensman   | Team DSM                    | +28"       |
| 7   | Tobias Ludvigsson | Groupama–FDJ                | +32"       |
| 8   | Jos van Emden     | Team Jumbo–Visma            | +33"       |
| 9   | Matteo Sobrero    | Team BikeExchange–Jayco     | +39"       |
| 10  | Lawson Craddock   | Team BikeExchange–Jayco     | +39"       |

### Etapa a 3-a
9 martie 2022 — Murlo - Terni, 170 km (110 mi)
| Loc | Concurent        | Echipă                  | Timp       |
| --- | ---------------- | ----------------------- | ---------- |
| 1   | Caleb Ewan       | Lotto Soudal            | 4h 07' 24" |
| 2   | Arnaud Démare    | Groupama–FDJ            | +0"        |
| 3   | Olav Kooij       | Team Jumbo–Visma        | +0"        |
| 4   | Nacer Bouhanni   | Arkéa–Samsic            | +0"        |
| 5   | Tim Merlier      | Alpecin-Fenix           | +0"        |
| 6   | Pascal Ackermann | UAE Team Emirates       | +0"        |
| 7   | Phil Bauhaus     | Team Bahrain Victorious | +0"        |
| 8   | Simone Consonni  | Cofidis                 | +0"        |
| 9   | Elia Viviani     | Ineos Grenadiers        | +0"        |
| 10  | Matteo Moschetti | Trek–Segafredo          | +0"        |

| Loc | Concurent         | Echipă                      | Timp       |
| --- | ----------------- | --------------------------- | ---------- |
| 1   | Filippo Ganna     | Ineos Grenadiers            | 9h 48' 04" |
| 2   | Remco Evenepoel   | Quick-Step Alpha Vinyl Team | +11"       |
| 3   | Tadej Pogačar     | UAE Team Emirates           | +17"       |
| 4   | Kasper Asgreen    | Quick-Step Alpha Vinyl Team | +24"       |
| 5   | Alex Dowsett      | Israel–Premier Tech         | +25"       |
| 6   | Thymen Arensman   | Team DSM                    | +28"       |
| 7   | Tobias Ludvigsson | Groupama–FDJ                | +32"       |
| 8   | Jos van Emden     | Team Jumbo–Visma            | +33"       |
| 9   | Matteo Sobrero    | Team BikeExchange–Jayco     | +39"       |
| 10  | Lawson Craddock   | Team BikeExchange–Jayco     | +39"       |

### Etapa a 4-a
10 martie 2022 — Cascata delle Marmore - Bellante, 202 km (126 mi)
| Loc | Concurent          | Echipă                      | Timp       |
| --- | ------------------ | --------------------------- | ---------- |
| 1   | Tadej Pogačar      | UAE Team Emirates           | 4h 48' 39" |
| 2   | Jonas Vingegaard   | Team Jumbo–Visma            | +2"        |
| 3   | Victor Lafay       | Cofidis                     | +2"        |
| 4   | Remco Evenepoel    | Quick-Step Alpha Vinyl Team | +2"        |
| 5   | Giulio Ciccone     | Trek-Segafredo              | +5"        |
| 6   | Tao Geoghegan Hart | Ineos Grenadiers            | +5"        |
| 7   | Enric Mas          | Movistar Team               | +5"        |
| 8   | Wilco Kelderman    | Bora–Hansgrohe              | +5"        |
| 9   | Mikel Landa        | Team Bahrain Victorious     | +5"        |
| 10  | Jai Hindley        | Bora–Hansgrohe              | +5"        |

| Loc | Concurent          | Echipă                      | Timp        |
| --- | ------------------ | --------------------------- | ----------- |
| 1   | Tadej Pogačar      | UAE Team Emirates           | 14h 36' 47" |
| 2   | Remco Evenepoel    | Quick-Step Alpha Vinyl Team | +9"         |
| 3   | Filippo Ganna      | Ineos Grenadiers            | +21"        |
| 4   | Thymen Arensman    | Team DSM                    | +36"        |
| 5   | Tao Geoghegan Hart | Ineos Grenadiers            | +43"        |
| 6   | Jonas Vingegaard   | Team Jumbo–Visma            | +45"        |
| 7   | Miguel Ángel López | Astana Qazaqstan Team       | +50"        |
| 8   | Marc Soler         | UAE Team Emirates           | +56"        |
| 9   | Richie Porte       | Ineos Grenadiers            | +1' 02"     |
| 10  | Wilco Kelderman    | Bora–Hansgrohe              | +1' 04"     |

### Etapa a 5-a
11 martie 2022 — Sefro - Fermo, 155 km (96 mi)
| Loc | Concurent        | Echipă                      | Timp       |
| --- | ---------------- | --------------------------- | ---------- |
| 1   | Warren Barguil   | Arkéa–Samsic                | 3h 39' 53" |
| 2   | Jonas Vingegaard | Team Jumbo–Visma            | +10"       |
| 3   | Simone Velasco   | Astana Qazaqstan Team       | +14"       |
| 4   | Nelson Oliveira  | Movistar Team               | +15"       |
| 5   | Richie Porte     | Ineos Grenadiers            | +26"       |
| 6   | Tadej Pogačar    | UAE Team Emirates           | +28"       |
| 7   | Jonas Vingegaard | Team Jumbo–Visma            | +28"       |
| 8   | Enric Mas        | Movistar Team               | +28"       |
| 9   | Remco Evenepoel  | Quick-Step Alpha Vinyl Team | +28"       |
| 10  | Jai Hindley      | Bora–Hansgrohe              | +28"       |

| Loc | Concurent          | Echipă                      | Timp        |
| --- | ------------------ | --------------------------- | ----------- |
| 1   | Tadej Pogačar      | UAE Team Emirates           | 18h 17' 08" |
| 2   | Remco Evenepoel    | Quick-Step Alpha Vinyl Team | +9"         |
| 3   | Thymen Arensman    | Team DSM                    | +43"        |
| 4   | Jonas Vingegaard   | Team Jumbo–Visma            | +45"        |
| 5   | Miguel Ángel López | Astana Qazaqstan Team       | +1' 00"     |
| 6   | Richie Porte       | Ineos Grenadiers            | +1' 00"     |
| 7   | Tao Geoghegan Hart | Ineos Grenadiers            | +1' 02"     |
| 8   | Jai Hindley        | Bora–Hansgrohe              | +1' 06"     |
| 9   | Enric Mas          | Movistar Team               | +1' 11"     |
| 10  | Wilco Kelderman    | Bora–Hansgrohe              | +1' 14"     |

### Etapa a 6-a
12 martie 2022 — Apecchio - Carpegna, 215 km (134 mi)
| Loc | Concurent        | Echipă                  | Timp       |
| --- | ---------------- | ----------------------- | ---------- |
| 1   | Tadej Pogačar    | UAE Team Emirates       | 5h 28' 57" |
| 2   | Jonas Vingegaard | Team Jumbo–Visma        | +1' 03"    |
| 3   | Mikel Landa      | Team Bahrain Victorious | +1' 03"    |
| 4   | Richie Porte     | Ineos Grenadiers        | +1' 34"    |
| 5   | Damiano Caruso   | Team Bahrain Victorious | +1' 49"    |
| 6   | Jai Hindley      | Bora–Hansgrohe          | +1' 49"    |
| 7   | Thibaut Pinot    | Groupama–FDJ            | +1' 49"    |
| 8   | Giulio Ciccone   | Trek-Segafredo          | +2' 23"    |
| 9   | Pello Bilbao     | Team Bahrain Victorious | +2' 23"    |
| 10  | Thymen Arensman  | Team DSM                | +2' 23"    |

| Loc | Concurent        | Echipă                  | Timp        |
| --- | ---------------- | ----------------------- | ----------- |
| 1   | Tadej Pogačar    | UAE Team Emirates       | 23h 45' 55" |
| 2   | Jonas Vingegaard | Team Jumbo–Visma        | +1' 52"     |
| 3   | Mikel Landa      | Team Bahrain Victorious | +2' 33"     |
| 4   | Richie Porte     | Ineos Grenadiers        | +2' 44"     |
| 5   | Jai Hindley      | Bora–Hansgrohe          | +3' 05"     |
| 6   | Thymen Arensman  | Team DSM                | +3' 16"     |
| 7   | Damiano Caruso   | Team Bahrain Victorious | +3' 20"     |
| 8   | Thibaut Pinot    | Groupama–FDJ            | +3' 37"     |
| 9   | Pello Bilbao     | Team Bahrain Victorious | +3' 51"     |
| 10  | Giulio Ciccone   | Trek-Segafredo          | +4' 03"     |

### Etapa a 7-a
13 martie 2022 — San Benedetto del Tronto - San Benedetto del Tronto, 159 km (99 mi)
| Loc | Concurent            | Echipă                             | Timp       |
| --- | -------------------- | ---------------------------------- | ---------- |
| 1   | Phil Bauhaus         | Team Bahrain Victorious            | 3h 39' 58" |
| 2   | Giacomo Nizzolo      | Israel–Premier Tech                | +0"        |
| 3   | Kaden Groves         | Team BikeExchange–Jayco            | +0"        |
| 4   | Davide Cimolai       | Cofidis                            | +0"        |
| 5   | Alberto Dainese      | Team DSM                           | +0"        |
| 6   | Alexander Kristoff   | Intermarché–Wanty–Gobert Matériaux | +0"        |
| 7   | Edvald Boasson Hagen | Team TotalEnergies                 | +0"        |
| 8   | Olav Kooij           | Team Jumbo–Visma                   | +0"        |
| 9   | Arnaud Démare        | Groupama–FDJ                       | +0"        |
| 10  | Matteo Moschetti     | Trek-Segafredo                     | +0"        |

| Loc | Concurent        | Echipă                  | Timp        |
| --- | ---------------- | ----------------------- | ----------- |
| 1   | Tadej Pogačar    | UAE Team Emirates       | 27h 25' 53" |
| 2   | Jonas Vingegaard | Team Jumbo–Visma        | +1' 52"     |
| 3   | Mikel Landa      | Team Bahrain Victorious | +2' 33"     |
| 4   | Richie Porte     | Ineos Grenadiers        | +2' 44"     |
| 5   | Jai Hindley      | Bora–Hansgrohe          | +3' 05"     |
| 6   | Thymen Arensman  | Team DSM                | +3' 16"     |
| 7   | Damiano Caruso   | Team Bahrain Victorious | +3' 20"     |
| 8   | Thibaut Pinot    | Groupama–FDJ            | +3' 37"     |
| 9   | Pello Bilbao     | Team Bahrain Victorious | +3' 51"     |
| 10  | Giulio Ciccone   | Trek-Segafredo          | +4' 03"     |

## Clasamentele actuale

### Clasamentul general
Clasamentul final locurile 1-10
| Loc | Concurent        | Echipă                  | Timp        |
| --- | ---------------- | ----------------------- | ----------- |
| 1   | Tadej Pogačar    | UAE Team Emirates       | 27h 25' 53" |
| 2   | Jonas Vingegaard | Team Jumbo–Visma        | +1' 52"     |
| 3   | Mikel Landa      | Team Bahrain Victorious | +2' 33"     |
| 4   | Richie Porte     | Ineos Grenadiers        | +2' 44"     |
| 5   | Jai Hindley      | Bora–Hansgrohe          | +3' 05"     |
| 6   | Thymen Arensman  | Team DSM                | +3' 16"     |
| 7   | Damiano Caruso   | Team Bahrain Victorious | +3' 20"     |
| 8   | Thibaut Pinot    | Groupama–FDJ            | +3' 37"     |
| 9   | Pello Bilbao     | Team Bahrain Victorious | +3' 51"     |
| 10  | Giulio Ciccone   | Trek-Segafredo          | +4' 03"     |

### Clasamentul pe puncte
Clasamentul final locurile 1-10
| Loc | Concurent        | Echipă                      | Timp |
| --- | ---------------- | --------------------------- | ---- |
| 1   | Tadej Pogačar    | UAE Team Emirates           | 44   |
| 2   | Jonas Vingegaard | Team Jumbo–Visma            | 24   |
| 3   | Phil Bauhaus     | Team Bahrain Victorious     | 21   |
| 4   | Olav Kooij       | Team Jumbo–Visma            | 21   |
| 5   | Remco Evenepoel  | Quick-Step Alpha Vinyl Team | 19   |
| 6   | Tim Merlier      | Alpecin-Fenix               | 18   |
| 7   | Kaden Groves     | Team BikeExchange–Jayco     | 16   |
| 8   | Richie Porte     | Ineos Grenadiers            | 13   |
| 9   | Giacomo Nizzolo  | Israel–Premier Tech         | 13   |
| 10  | Warren Barguil   | Arkéa-Samsic                | 12   |

### Clasamentul cățărătorilor
Clasamentul final locurile 1-10
| Loc | Concurent         | Echipă                  | Timp |
| --- | ----------------- | ----------------------- | ---- |
| 1   | Quinn Simmons     | UAE Team Emirates       | 35   |
| 2   | Tadej Pogačar     | UAE Team Emirates       | 25   |
| 3   | Jonas Vingegaard  | Team Jumbo–Visma        | 15   |
| 4   | Davide Bais       | Eolo–Kometa             | 13   |
| 5   | Damiano Caruso    | Team Bahrain Victorious | 11   |
| 6   | Mikel Landa       | Team Bahrain Victorious | 10   |
| 7   | Warren Barguil    | Arkéa–Samsic            | 9    |
| 8   | Xandro Meurisse   | Alpecin–Fenix           | 9    |
| 9   | Francesco Gavazzi | Eolo–Kometa             | 8    |
| 10  | Richie Porte      | Ineos Grenadiers        | 7    |

### Clasamentul tinerilor
Clasamentul final locurile 1-10
| Loc | Concurent                  | Echipă                          | Timp        |
| --- | -------------------------- | ------------------------------- | ----------- |
| 1   | Tadej Pogačar              | UAE Team Emirates               | 27h 25' 53" |
| 2   | Thymen Arensman            | Team DSM                        | +3' 16"     |
| 3   | Remco Evenepoel            | Quick-Step Alpha Vinyl Team     | +4' 20"     |
| 4   | Jefferson Alexander Cepeda | Drone Hopper–Androni Giocattoli | +19' 56"    |
| 5   | Natnael Tesfatsion         | Ineos Grenadiers                | +14' 58"    |
| 6   | Matteo Sobrero             | Team BikeExchange–Jayco         | +29' 59"    |
| 7   | Valentin Ferron            | Team TotalEnergies              | +38' 32"    |
| 8   | Quinn Simmons              | Trek–Segafredo                  | +43' 28"    |
| 9   | Einer Rubio                | Movistar Team                   | +47' 05"    |
| 10  | Mikkel Frølich Honoré      | Quick-Step Alpha Vinyl Team     | +1h 00' 49" |

### Clasamentul pe echipe
Clasamentul final locurile 1-10
| Loc | Echipă                             | Timp        |
| --- | ---------------------------------- | ----------- |
| 1   | Team Bahrain Victorious            | 82h 26' 46" |
| 2   | UAE Team Emirates                  | +8' 11"     |
| 3   | Bora–Hansgrohe                     | +19' 04"    |
| 4   | Ineos Grenadiers                   | +27' 06"    |
| 5   | Cofidis                            | +29' 06"    |
| 6   | Team DSM                           | +34' 16"    |
| 7   | AG2R Citroën Team                  | +35' 14"    |
| 8   | Movistar Team                      | +35' 54"    |
| 9   | Drone Hopper–Androni Giocattoli    | +40' 08"    |
| 10  | Intermarché–Wanty–Gobert Matériaux | +43' 37"    |

## Legături externe
- en * Site web oficial